# 利沃夫兵工廠

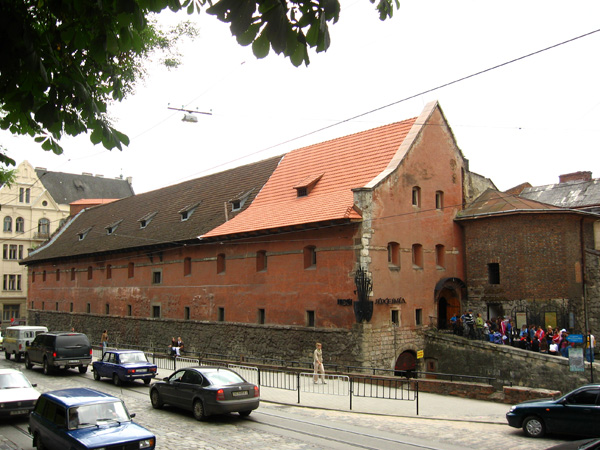
兵工廠博物館

城市兵工廠（烏克蘭語：Львівський міський арсенал）是利沃夫的三座兵工廠中歷史最古老的一座。另外兩座是皇家兵工廠和Sieniawski兵工廠。城市兵工廠是一座兩層高的建築，在北側有塔樓。現在的建築外觀修建於1554年至1556年。現在利沃夫兵工廠是一座兵器博物館。